# دان إس. رايت
دان إس. رايت (بالإنجليزية: Dan S. Wright)‏ هو سياسي أمريكي، ولد في 5 مارس 1802، وتوفي في 31 يناير 1867. انتخب عضو جمعية ولاية نيويورك وانتخب عضو مجلس ولاية نيويورك.